# Голубенко Алла Дмитрівна
Алла Дмитрівна Голубенко (нар. 19 лютого 1936, Київ, Українська РСР) — українська радянська режисерка монтажу.

## Біографія
Народилася 19 лютого 1936 року у Києві в родині робітника. Закінчила Київський державний інститут театрального мистецтва ім. І. К. Карпенка-Карого (1963). З 1963 року — режисерка монтажу Київської кіностудії ім. О. П. Довженка.
Член Національної спілки кінематографістів України.

## Фільмографія
- «Акваланги на дні» (1965)
- «Туманність Андромеди» (1967)
- «У тридев'ятому царстві...» (1970)
- «Тільки ти (1972)»
- «Ефект Ромашкіна» (1973)
- «Я більше не буду» (1975)
- «Каштанка» (1975)
- «Не плач, дівчино» (1976)
- «Тачанка з півдня» (1977)
- «Розколоте небо» (1979)
- «Старі листи» (1981)
- «На вагу золота» (1984)
- «Казка про гучний барабан» (1987)
- «Для домашнього огнища» (1992)
- «Кульгаві увійдуть перші»/«Хромые внидут первыми» (1992) та ін.